# Bodiluddelingen 2005
Bodiluddelingen 2005 blev afholdt den 6. marts 2005 i Imperial i København og markerede den 58. gang at Bodilprisen blev uddelt.
Nikolaj Arcels Kongekabale og Susanne Biers Brødre var de dominerende under uddelingen, da de hver holdt 5 nomineringer, men det blev Kongekabale, der løb med flest priser, da den vandt for bedste danske film og bedste mandlige birolle til Søren Pilmark. Mads Mikkelsen modtog sin første Bodil-pris for Pusher II efter at have nomineret to gange tidligere, det samme gjorde sig gældende for Søren Pilmark, og for sin første optræden i en dansk-produceret film nogensinde modtog Connie Nielsen ligeledes sin første Bodil for Brødre. I de internationale filmkategorier var det for første gang i Bodilens historie to kvindelige instruktører, der modtog priserne, da Agnés Jaoui modtog prisen for bedste ikke-amerikanske film med Se på mig, mens Sofia Coppola vandt bedste amerikanske film med Lost in Translation. Prisen for bedste amerikanske film har aldrig tilfaldet en kvindelige instruktør før, mens prisen for bedste ikke-amerikanske film sidst tilfaldt en kvindelige instruktør i 1994.

## Vindere
| Bedste mandlige hovedrolle | Bedste kvindelige hovedrolle |
| --- | --- |
| - Mads Mikkelsen for Pusher II - Anders W. Berthelsen for Kongekabale - Mikael Persbrandt for Dag og nat - Nikolaj Lie Kaas for Brødre - Ulrich Thomsen for Brødre                                                                   | - Connie Nielsen for Brødre - Ann Eleonora Jørgensen for Forbrydelser - Lotte Andersen for Oh Happy Day - Sofie Gråbøl for Lad de små børn... - Sonja Richter for Villa Paranoia                   |
| Bedste mandlige birolle | Bedste kvindelige birolle |
| - Søren Pilmark for Kongekabale - Bent Mejding for Brødre - Leif Sylvester Petersen for Pusher II - Nicolas Bro for Kongekabale | - Trine Dyrholm for Forbrydelser - Karen-Lise Mynster for Lad de små børn... - Nastja Arcel for Kongekabale - Pia Vieth for Familien Gregersen - Sonja Richter for Forbrydelser                    |
| Bedste danske film | Bedste amerikanske film |
| - Kongekabale af Nikolaj Arcel - Brødre af Susanne Bier - Forbrydelser af Annette K. Olesen - Pusher II af Nicolas Winding Refn - Terkel i knibe af Stefan Fjeldmark                                                                 | - Lost in Translation af Sofia Coppola - Before Sunset af Richard Linklater - Elephant af Gus Van Sant - Eternal Sunshine of the Spotless Mind af Michel Gondry - Fahrenheit 9/11 af Michael Moore |
| Bedste ikke-amerikanske film | Bedste dokumentarfilm |
| - Se på mig af Agnès Jaoui (Frankrig) - Gegen die Wand af Fatih Akın (Tyskland/Tyrkiet) - Jeg er ikke bange af Gabriele Salvatores (Italien) - Ta’ mine øjne af Icíar Bollaín (Spanien) - The Return af Andrey Zvyagintsev (Rusland) | - Tintin og mig af Anders Østergaard |

## Øvrige priser

### Æres-Bodil
- Janus Billeskov Jansen for sin indsats som klipper gennem flere årtier og som klippekonsulent for en række nye instruktører og filmklippere

#### Nordisk Film Lab og Kodaks Fotografpris
- Morten Søborg